# Piz de la Lumbreida
Il Piz de la Lumbreida (2.983 m s.l.m.) è una montagna delle Alpi dell'Adula, nelle Alpi Lepontine.

## Descrizione
Si trova sopra il villaggio di San Bernardino, nel Canton Grigioni (Svizzera). La montagna è collocata nella Catena Mesolcina tra la Val Mesolcina e la Val Curciusa.